# Jolanta Rycerska
Jolanta Rycerska (ur. 27 grudnia 1971 w Lublinie) – polska artystka fotograf, filozof, autorka tekstów poetyckich.

## Życiorys
Jolanta Rycerska jest doktorem sztuki na Wydziale Grafiki Akademii Sztuk Pięknych w Warszawie, absolwentką studiów magisterskich Katolickiego Uniwersytetu Lubelskiego (Wydział Filozofii Teoretycznej), ukończyła także Studium Fotografii Związku Polskich Artystów Fotografików i Europejską Akademię Fotografii – mieszka, tworzy, pracuje w Warszawie. Pracuje na stanowisku kuratorki w Zachęcie Narodowej Galerii Sztuki. W twórczości artystycznej specjalizuje się w fotografii kreacyjnej. Jest animatorką licznych kursów, spotkań autorskich, warsztatów fotograficznych oraz kuratorem wielu prezentacji autorskich, wystaw fotograficznych. Jest członkinią jury w licznych konkursach i prezentacjach fotograficznych. W latach 2012–2023 pracowała jako wykładowca Studium Fotografii ZPAF. Od 2023 jest wykładowcą w Studium Sztuki. Była dyrektorem czterech edycji cyklicznego wydarzenia, festiwalu Warsaw Photo Days, organizowanego przez Okręg Warszawski ZPAF (2013–2018). W 2015 była dyrektorem, kuratorem wystaw Warszawskiego Festiwalu Fotografii Artystycznej.
Jolanta Rycerska jest autorką oraz współautorką wielu wystaw fotograficznych; indywidualnych i zbiorowych. W 2005 została przyjęta w poczet członków rzeczywistych Okręgu Warszawskiego Związku Polskich Artystów Fotografików (legitymacja nr 902), w 2009 objęła funkcję prezesa Zarządu Okręgu Warszawskiego ZPAF, którą pełniła do 2017. Od 2011 do 2023 pełniła funkcję prezesa Zarządu Głównego ZPAF (kadencje 2011–2014, 2014–2017, 2017–2020, 2020–2023). W działalności i pracach ZPAF uczestniczyła do 2023. W latach 2008–2014 udzielała się jako członkini Komisji Stypendialnej Ministerstwa Kultury i Dziedzictwa Narodowego. 
W 2014 Jolanta Rycerska – za twórczość fotograficzną, działalność i pracę na rzecz fotografii – została uhonorowana Nagrodą Specjalną Ministerstwa Kultury i Dziedzictwa Narodowego.

## Wystawy indywidualne
- Pejzaż (Bielsko-Biała 2006)
- Portret przechodnia – Galeria Jabłkowskich (Warszawa 2008)[32]
- Ten świat – Galeria Ateneum Młodych (Warszawa 2008)
- Poetyka trwania – Galeria OKNO (Przemyśl 2010)
- Poetyka trwania – Galeria Domek Romański – Dolnośląskie Centrum Kultury (Wrocław 2010)[3][33]
- Mozaiki. Obrazy i słowa - prezentacja indywidualna w ramach projektu Kobiece komórki, Stara Galeria ZPAF (Warszawa 2011)[34]
- Mozaiki. Obrazy i słowa – prezentacja indywidualna w ramach projektu Kobiece komórki, Biuro Wystaw Artystycznych (Kielce 2012)
- Trzy kolory – Galeria ART FOTO (Częstochowa 2012)[29]
- Mozaiki i inne historie – Galeria Fotografii, Miejskie Centrum Kultury (Ostrowiec Świętokrzyski 2014)
- Silentium – Galeria Katowice (2014)[1][19]
- Formy pamięci – Galerii Fotografii B&B (Bielsko-Biała 2014)[14][15]
- SILENTIUM – Centrum Kultury w Lublinie (Lublin 2015)
- Polisemia znaczeń – Galeria Obok ZPAF (Warszawa 2015)[18][23]
- Sąsiedzi – Galeria Pusta (Katowice 2016)[30]
- Sąsiedzi – Filharmonia Świętokrzyska im. Oskara Kolberga (Kielce 2018)
- BAJKI niczyje – Galeria Atelier (Chełm 2018)[5][21][31]
- Sąsiedzi – Galeria Sztuki BO HCXY (Łuck, Ukraina 2018)
- BAJKI niczyje – Krasnostawski Dom Kultury (Krasnystaw 2018)
- BAJKI niczyje – Galeria Dom Włókniarzy (Bielsko-Biała 2018)[35]
- BAJKI niczyje – Galeria Za Szafą, Okręg Dolnośląski ZPAF (Wrocław 2019)[36]
- BAJKI niczyje - Galeria Nierzeczywista (Rzeszów 2019)[37]
- BAJKI niczyje – Młodzieżowy Dom Kultury (Lublin 2019)
- Poczucie bycia. Istoty prawdziwe – w ramach festiwalu Lalka też człowiek, Dom Kultury KADR (Warszawa 2019)
- BAJKI niczyje – wystawa podczas Warsaw Photo Expo, Dom Towarowy Braci Jabłkowskich (Warszawa 2020)
- BAJKI niczyje – Galeria Fotografii im. Maksymiliana Strasza (Kielce 2021)[38]
- BAJKI niczyje – Galeria Fotografii, Miejskie Centrum Kultury (Ostrowiec Świętokrzyski 2021)[39]
- Iluminacje – Galeria ZPAF (Kraków 2022)[40]
- BAJKI niczyje – Galeria Pusta cd (Jaworzno 2023)[41]
- BAJKI i inne historie – Galeria Tarnowskiego Centrum Kultury (Tarnów 2023)[42]
- Skóry – Biuro Wystaw Artystycznych (Wałbrzych 2023)[43]
- Brzydkie miejsca – Mała Galeria Fotografii w Muzeum Historii Miasta Przemyśla (Przemyśl 2023)[44]
- Brzydkie miejsca – Fotogaleria NCK (Kraków 2023)[45]
- Axis Mundi i święte gaje – wspólna wystawa z Andrzejem Grudniem, Galeria Katowice ZPAF (Katowice 2024)[46]
- Brzydkie miejsca – Galeria Fortunabox (Warszawa 2024)

Źródło